# 石原圭子
1. アメリカ史学者。本項で詳述。
2. 1970年代に活動した歌手。

石原 圭子（いしはら けいこ）は、日本のアメリカ史学者。東海大学現代教養センター教授。

## 経歴
東京都港区生まれ。父は社会主義者として知られる自由社社長の石原萠記。東京都立西高校卒。1983年、東京大学文学部西洋史学科卒業。1986年、父と親交が深い元社会党衆議院議員の松前重義が総長を務めていた東海大学に平和戦略国際研究所助手として採用される。1992年、文明研究所助手、1995年、講師。2001年、総合教育センター助教授（2007年、准教授に名称変更）。2008年、教授に就任。2016年、改組により現代教養センター教授。

## 研究テーマ
- 19世紀アメリカ合衆国における政治・文化論（アメリカ政治、宗教、奴隷制）
- アメリカ史における公領域と私領域の変遷（公領域、私領域、ジェンダー）
- アメリカ社会における文化対立について（多文化主義、ジェンダー、政治文化）

アメリカにおいて、人種、ジェンダーなどが異なるグループが、各時代、各地域でどのような生活をし、どのような価値観を持ち、どのように社会を構成してきたのか、そして歴史の経過とともに、各集団が互いに対立、協調しながらアメリカ社会にいかに統合されてきたのかについて歴史的に考察している。

## 著書
- 『アメリカ史という舞台－多文化社会の統合への歩み』（自由社、2001年）

## 論文
- 「19世紀アメリカにおける黒人女性と教育」（『東海大学文明研究所紀要』、1994年）
- 「アメリカの『女性領域』と政治－19世紀後半から20世紀初頭の政治文化についての研究ノート」（『東海大学文明研究所紀要』、1995年）
- 「アメリカの政治文化とアファーマティブ・アクション(上・下)」（『自由』1997年3、4月号）
- 「アメリカ『南部』の政党政治と人種問題－共和党上院院内総務ロットの辞任」（『自由』2003年5月号、自由社）
- 「大学入学選考についての最高裁判決－人種平等をめぐる歴史的文脈と判断(上・下）」（『自由』2003年10、11月号、自由社）